# Lodhéřov
Lodhéřov är en ort i Tjeckien.   Den ligger i regionen Södra Böhmen, i den centrala delen av landet, 100 km söder om huvudstaden Prag. Lodhéřov ligger 534 meter över havet och antalet invånare är 600.
Terrängen runt Lodhéřov är platt.Runt Lodhéřov är det ganska tätbefolkat, med 129 invånare per kvadratkilometer. Närmaste större samhälle är Jindřichův Hradec, 8,5 km söder om Lodhéřov. Omgivningarna runt Lodhéřov är en mosaik av jordbruksmark och naturlig växtlighet.